# Rinat Achmetov
Rinat Leonidovič Achmetov (in ucraino Ринат Леонідович Ахметов?; Donec'k, 21 settembre 1966) è un imprenditore, dirigente sportivo e magnate ucraino, presidente della System Capital Management, una delle imprese industriali leader nella finanza ucraina, dell'acciaieria Azovstal e della società di calcio Šachtar Donec'k.
Tra le persone più ricche d'Ucraina, nel 2024 occupa, secondo Forbes, il 785º posto tra gli uomini più ricchi del mondo con un patrimonio stimato di 4 miliardi di dollari.

## Biografia
Rinat Achmetov è nato a Donec'k, nella RSS Ucraina una delle repubbliche socialiste che componevano l’URSS, da una famiglia della classe operaia. È di etnia tatara del Volga e musulmano sunnita praticante. Suo padre, Leonid Akhmetov, era un minatore di carbone, e sua madre, Njakiia Nasredinovna, una commessa.
Achmetov aveva un fratello maggiore, Ihor, che lavorava anche lui come minatore di carbone, ma dovette dimettersi a causa di complicazioni di salute legate al lavoro. Ihor è morto il 24 gennaio 2021.
Achmetov si è laureto in economia presso l'Università nazionale di Donetsk nel 2001.
Metinvest, il gruppo, tra i primi 50 al mondo secondo la World Steel Association, è controllato da Rinat Achmetov, ha annunciato nel luglio 2023 l’intenzione di realizzare in Italia un impianto per la produzione di acciaio verde in partnership con la Danieli di Buttrio. L’investimento complessivo sull’acciaieria verde in Toscana, nelle previsioni di budget, è di 2,5 miliardi. L’obiettivo è sostenere la produzione dedicata alla ricostruzione postbellica ucraina, ma realizzando un impianto all’avanguardia nelle tecnologie green, fornite dalla multinazionale guidata da Gianpietro Benedetti, con caratteristiche all’avanguardia per gli standard europei e occidentali.

## Carriera

### Gli inizi
I dettagli riguardanti il passato di Achmetov, come ha ottenuto la sua ricchezza dopo la caduta del comunismo in Ucraina e le sue attività tra il 1985 e il 1995, rimangono controversi. Achmetov ha dichiarato nelle interviste di aver fatto con successo investimenti commerciali rischiosi nei primi anni dopo il crollo dell'Unione Sovietica.
Come lo stesso Achmetov ha commentato in un'intervista al Kyiv Post, verso la metà degli anni '90, con il denaro guadagnato dalle attività commerciali, ha fondato la Dongorbank, che ha fornito l'opportunità di acquistare le attività industriali oramai in declino, e che non servivano più a nessuno. Nell’anno 2000, grazie a queste attività è stata creata la società SCM.
E nel 2010 Achmetov negato di aver ereditato denaro da Akhat Bragin o da chiunque altro: "Ho guadagnato il mio primo milione commerciando carbone e coke metallurgico e ho speso i soldi in beni che nessuno voleva comprare. Era un rischio ma ne è valsa la pena". Molte pubblicazioni in Ucraina e in altri paesi europei hanno fatto affermazioni sul presunto "passato criminale" di Akhmetov, alcune delle quali in seguito hanno ritrattato le loro dichiarazioni.
Nel 2007 il quotidiano svizzero Neue Zürcher Zeitung ha pubblicato un articolo sull'inizio della carriera di Rinat Achmetov negli anni '90. Il giornale in seguito ha smentito completamente le dichiarazioni rese: “non esiste alcun legame tra Akhmetov e la criminalità organizzata in Ucraina”, e “il successo economico di Akhmetov non deriva in nessun modo da un capitale iniziale ottenuto da attività illecite”.
Nel 2007 il quotidiano ucraino in lingua inglese, Kyiv Post, ha pubblicato un articolo sulle operazioni commerciali di Achmetov. Nel 2008 il Kyiv Post ha pubblicato le scuse: “dopo aver attentamente esaminato le informazioni, siamo giunti alla conclusione che le accuse contro Akhmetov si sono rivelate false e infondate”.
Il 18 gennaio 2010, il quotidiano «Le Figaro» ha pubblicato un articolo scritto da Ariel Tedrel dal titolo «Donetsk, bastion russe en Ukraine» (Donetsk, la roccaforte russa in Ucraina). Il 28 gennaio dello stesso anno, il giornale ha pubblicato la smentita: «Figaro» ammette che non ci sono prove di queste accuse, e si rammarica che siano state fatte tali accuse, scusandosi con il signor Akhmetov per qualsiasi danno a lui arrecato.

Akhmetov e Leonid Kučma, il secondo presidente dell'Ucraina indipendente

Nel suo libro documentario Donetsk Mafia: Anthology, l'autore ucraino Serhij Kuzin afferma che Achmetov ha ricoperto il ruolo di un "teppista mafioso" nei suoi primi anni; secondo Hans van Zon, professore di studi sull'Europa centrale e orientale presso l'Università di Sunderland, "già nel 1986, Rinat e suo fratello Igor erano coinvolti in attività criminali".
Nel 2008 la Corte d'Appello di Donetsk ha stabilito che il libro è stato accusato di plagio, e gli autori del libro Boris Penchuk, Sergei Kuzin e il Fondo anticorruzione sono stati condannati a versare ad Alexander Kuchinsky, 200.000 grivnie come risarcimento per la violazione del copyright.
Andrew Wilson, uno studioso specializzato in politica ucraina, ha classificato Achmetov come un presunto ex 'esecutore' e 'leader' del "clan 'tataro' di Akhat Bragin", responsabile dell'uso di "metodi mafiosi per mettere da parte i 'direttori rossi' dell'Unione industriale del Donbass (ISD)". All'inizio degli anni 1990, Achmetov iniziò ad acquisire proprietà a Donetsk presumibilmente per mezzo di estorsione con l'assistenza di Volodymyr Malyšev, tenente generale del capo del dipartimento del ministero degli affari interni nell'oblast' di Donetsk. Malyšev, ora membro del Parlamento ucraino nel comitato che controlla le forze dell'ordine, è accusato da Kuzin di usare la sua posizione per eliminare i precedenti documenti di polizia riguardanti Achmetov poco prima di diventare capo della sicurezza per la società di Achmetov. "Nel [1990], Achmetov era molto diverso: era totalmente privato senza personalità pubblica e stava cercando di trovare modi per affrontare il suo 'difficile passato'", ha osservato l'ambasciatore degli Stati Uniti William Taylor, citando l'importante uomo d'affari ucraino Serhij Taruta. Inoltre in quell'articolo si citava la risposta del portavoce di Achmetov indirizzata al Kyiv Post: "Non sappiamo se questa frase sia autentica e cosa significhi effettivamente. Tuttavia, qualsiasi accusa del coinvolgimento di Achmetov in strutture criminali è calunnia".
Nell'ottobre 1995, Bragin, presidente della squadra di calcio Šachtar Donec'k, fu ucciso in un misterioso attentato insieme a sei delle sue guardie del corpo nello stadio della squadra durante una partita. Alcune voci associano Achmetov alla morte di Bragin. Dopo gli assassinii, si dice che Achmetov abbia "ereditato un vasto impero finanziario da Bragin".
Achmetov in risposta al Kyiv post, asserisce che Achat era un suo caro amico, e «la sua morte per me è stata una grande tragedia a livello personale». Lui nega il fatto che la bomba sia esplosa nella tribuna. «Molti dicono che la bomba è esplosa in tribuna (allo stadio). Questa è una falsità. Lo scoppio è avvenuto nel tunnel (che porta nella zona della tribuna). Siamo arrivati allo stadio insieme, in ritardo di cinque minuti. La sua auto è arrivata per prima, la mia successivamente. Poiché eravamo in ritardo, lui lasciò la sua macchina e corse all’interno senza aspettarmi. Il lasso di tempo poteva essere di circa cinque secondi, non di più. Non appena aprii la portiera della mia macchina avvenne l'esplosione».

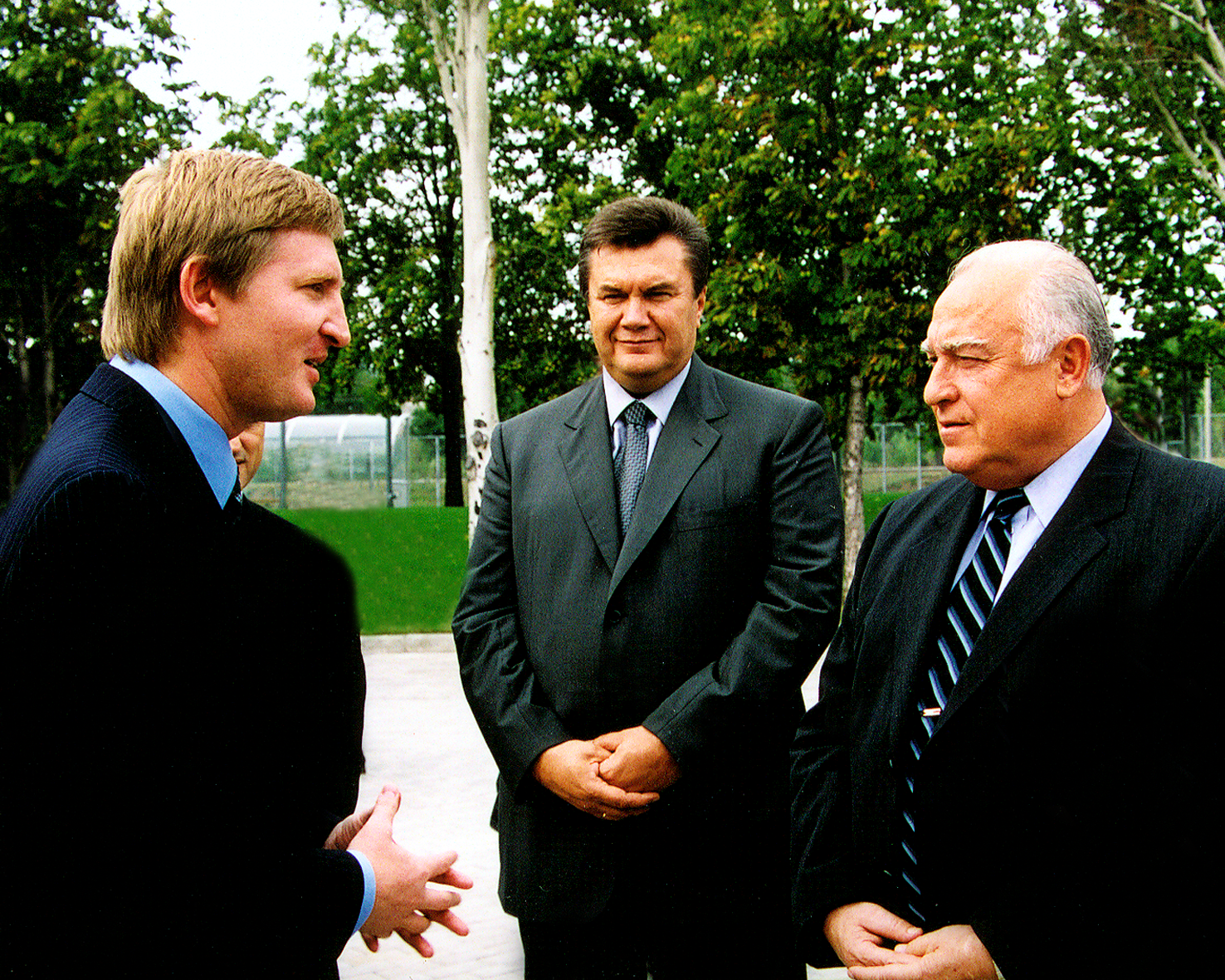
Akhmetov, Viktor Janukovyč e Viktor Chernomyrdin

Nel settembre 1999, un rapporto ufficiale del Ministero degli Affari Interni ucraino intitolato "Panoramica delle strutture del crimine organizzato più pericolose in Ucraina" identificò Akhmetov come leader di un sindacato del crimine organizzato. Il rapporto legava il gruppo al riciclaggio di denaro, alle frodi finanziarie e al controllo di numerose società grandi e fittizie. Il rapporto afferma anche che le attività del gruppo "sono state fermate" e afferma inoltre che la loro natura criminale "non è stata confermata".
Nel gruppo SCM di Achmetov, hanno dichiarato che il rapporto del Ministero degli Interni è stato «un imbroglio e una falsità», e che né Achmetov né la sua società non sono mai stati accusati di attività criminali o condannati per le stesse.
Pubblicato in un cablogramma diplomatico di WikiLeaks, Volodymyr Horbulin, uno degli strateghi politici più rispettati dell'Ucraina ed ex consigliere presidenziale, ha detto all'ambasciatore degli Stati Uniti in Ucraina nel 2006 che il Partito delle Regioni "godeva di tasche profonde, essendo in gran parte finanziato dal capo miliardario di Donetsk Rinat Akhmetov". In un cablogramma diplomatico statunitense datato 3 febbraio 2006, l'allora ambasciatore degli Stati Uniti John Herbst si riferiva al Partito delle Regioni di Achmetov come "un rifugio per mafiosi e oligarchi di Donetsk" e definiva Akhmetov il "padrino" del clan Donec'k.
In seguito, nel 2010, l'ambasciatore degli Stati Uniti in Ucraina William Taylor ha dichiarato che non stati riscontrati problemi con gli affari di Akhmetov.
Nel 2014 il sostegno da parte di Rinat Achmetov al processo di pace nel Donbass, e il suo aiuto ai civili nelle regioni di Donec'k e Luhans'k sono stati molto elogiati dagli Stati Uniti. L'ambasciatore degli Stati Uniti in Ucraina, Jeffrey R. Payett, ha dichiarato di apprezzare molto gli sforzi di Rinat Akhmetov, che probabilmente ha fatto più di chiunque altro in questo paese, per consegnare cibo e vestiti alle vittime della violenza nel Donbass.
Dopo la rivoluzione arancione ucraina della fine del 2004, nel tentativo di combattere la corruzione, diversi uomini d'affari di spicco che erano anche membri del Partito delle Regioni sono finiti sotto indagine penale. Nel 2011 Hennadij Moskal, che nel 2005 ha agito come vice ministro degli affari interni dell'Ucraina, ha rilasciato un'intervista alla rivista ucraina Профиль, dove ha affermato di essere stato sotto ordini presidenziali nel 2005 per indagare e controllare Achmetov per il suo presunto ruolo nel crimine organizzato. Prove concrete non sono mai state rivelate ufficialmente contro di lui, né contro la sua compagnia. Secondo Moskal, l'MVS ha indagato su tutti gli incidenti relativi alle persone scomparse nel 1990 nella regione di Donec'k, che avevano ancora una proprietà, e sui suoi attuali proprietari, ma non sono stati trovati collegamenti con Rinat Achmetov e il suo entourage. Guardando indietro, Moskal concluse che "non avevamo nulla su Achmetov nel 2005".
Nel giugno 2005, Serhij Kornič, allora capo del dipartimento per i crimini economici del Ministero dell'interno, dichiarò pubblicamente che Achmetov era "il capo di [un] gruppo criminale organizzato". Quell'anno, Borys Kolesnikov, un amico e socio che era stato legato ad Achmetov dal 1980, fu arrestato con l'accusa di estorsione e cospirazione per assassinare un uomo d'affari rivale di Donec'k. Le accuse contro Achmetov e Kolesnikov sono state ritirate nel 2006 tra un significativo aumento del potere politico da parte del primo, e la cooperazione del governo Juščenko, ponendo fine all'esilio di Akhmetov.
Le sue aziende sono fidate negli Stati Uniti, e trasporterà il GNL in Ucraina nel 2024.

## Attività di beneficenza di Rinat Achmetov
Per aiutare le vittime del conflitto nel Donbass (regione orientale dell'Ucraina), nell'agosto del 2014, sulla base della Fondazione «Sviluppo dell'Ucraina» (dal 2018 - Fondazione Rinat Akhmetov) è stato creato il centro umanitario di Rinat Akhmetov «Aiuto», che ha fornito assistenza umanitaria ai civili sotto forma di raccolte alimentari, di medicinali, evacuazioni e assistenza psicologica. Ogni mese più di 800.000 persone hanno ricevuto consegne da 12 chilogrammi. In tre anni, lo staff umanitario ha salvato nell'Ucraina orientale più di 1.139.000 persone da morte, carestia e malattie, ed è diventata la più grande missione umanitaria del paese. Questa organizzazione ha evacuato più di 39.000 persone dalla zona di guerra.
A partire dal 2014, i civili che si trovavano e trovano nella zona del conflitto hanno ricevuto circa 12,5 milioni di attrezzature per la sopravvivenza, vale a dire più di 134.000 tonnellate di generi alimentari
La Fondazione Rinat Achmetov è il più grande ente di beneficenza privato dell'Ucraina. Dai primi giorni di guerra nel 2014, gli aiuti umanitari forniti dalla Fondazione hanno aiutato a salvare 3,5 milioni di persone dal Donbass.
Nel 2019 gli ospedali ucraini hanno ricevuto 200 ambulanze su iniziativa di Akhmetov.
Nel marzo 2020, Rinat Achmetov ha cominciato a contribuire economicamente nella lotta contro il COVID-19.
Sono stati stanziati 500 milioni UAH nel tentativo di facilitare la lotta contro la pandemia.
A gennaio 2023 dopo la cessione del grande talento classe 2001 Mychajlo Mudryk dallo Šachtar Donec'k al Chelsea per 100 milioni di euro, dichiara che 24 milioni dei 100 verranno destinati ai soldati ucraini impegnati nel Conflitto russo-ucraino. Tale invio è stato l’inizio del progetto umanitario “Serdce ‘Azovstali’” (Cuore dell’Azovstal’).

## Conflitto con Volodymyr Zelens'kyj
Nonostante gli stretti rapporti in passato, nel novembre 2021, il presidente ucraino Volodymyr Zelens'kyj ha accusato Achmetov di essere stato arruolato per aiutare a pianificare un colpo di Stato contro di lui dalla Russia. Achmetov ha negato queste affermazioni definendo le accuse "una bugia assoluta". La vicenda è stata il culmine di una disputa tra Zelens'kyj e Achmetov nell'ambito degli sforzi di bonifica anticorruzione di Zelens'kyj.
Achmetov è un noto oppositore di Zelens'kyj, poiché i suoi canali TV hanno sempre tenuto una posizione fortemente critica nei suoi confronti.
Nell'intervista data al canale televisivo italiano RAI 3, Achmetov ha energicamente respinto qualsiasi tentativo di coinvolgerlo in un conflitto col governo e il presidente: "Il presidente e il governo d'Ucraina, ogni ucraino e personalmente io... tutti noi siamo uniti da un solo scopo: difendere il paese, riprenderci i nostri territori e ricostituire l'Ucraina come uno stato forte, democratico ed europeo. Siamo tutti uniti come non mai. In questa unione è la condizione irrinunciabile della nostra vittoria".
L'ormai ex oligarca ha annunciato lunedì 11 luglio che Media Group Ukraine "rinuncerà a tutte le licenze tv, satellitari e della carta stampata in Ucraina a favore dello stato. Spegneremo anche i media online dell'Università statale di Mosca", lamentando una decisione "forzata": ma "non ero, non sono e non sarò un oligarca".
Il Ministro della Giustizia ucraino Denis Maljus’ka ha dichiarato che l’uomo d’affari Rinat Achmetov non rientra più nei criteri previsti per la definizione di “oligarca”.
A metà del 2023, Bloomberg afferma che a causa dell’invasione gli oligarchi in Ucraina hanno perso una parte significativa della loro influenza.

## Attività durante l'invasione russa
Il 22 febbraio 2022 Rinat Achmetov ha annunciato che le società del gruppo SCM avrebbero pagato le tasse in anticipo per 1 miliardo di grivnie (34 milioni di dollari).
Nella prima metà del 2022, SCM ha versato nelle casse dello Stato circa 1,2 miliardi di grivnie in tasse, divenendo così il contribuente privato più importante del paese in tempo di guerra.
"L'ho detto più di una volta e lo dirò ancora: felice Donetsk, felice Donbass può essere solo in un'Ucraina unita e felice", ha detto il 16 febbraio 2022.
Achmetov in persona ha versato 1,77 miliardi di hryvne (più di 40 milioni di euro) in tasse nelle casse statali di tutti i livelli a partire dal 2022.
Secondo i risultati del 2023, le imprese ucraine facenti capo o collegate al gruppo di investimento SCM hanno versato 1,8 miliardi di dollari in tasse e imposte a livello statale, regionale e locale. Durante la guerra, SCM ha aumentato di 1,5 volte i suoi investimenti in Ucraina. Gli investimenti di capitale di SCM per il 2024 hanno raggiunto quasi $1 miliardo e si sono concentrati sulla ricostruzione e lo sviluppo della sicurezza delle imprese chiave.
Subito dopo l'inizio dell'aggressione militare russa, Achmetov ha dichiarato la sua posizione: “La Russia è un paese aggressore e Putin è un criminale di guerra, poiché l'Ucraina è sempre stato un paese pacifico e non ha mai attaccato nessuno”.
Nel marzo 2022, in un commento sul The Wall Street Journal, Achmetov, proprietario di due grandi aziende metallurgiche di Mariupol', ha detto che entrambe le aziende erano sotto il controllo dell'Ucraina, ma sono state temporaneamente fermate. «Le truppe russe stanno riducendo Mariupol' in rovina, uccidendo i cittadini di Mariupol' e bombardando le fabbriche», ha detto. «In nessuna circostanza questi impianti funzioneranno sotto l'occupazione russa».
Secondo Achmetov, «il cessate il fuoco totale, il ritiro completo delle truppe russe dall'Ucraina e il ripristino totale dei confini riconosciuti a livello internazionale dell'Ucraina, tra cui la Crimea e il Donbass», sarà una «vittoria» per l'Ucraina. La mia fondazione di beneficenza aiuta gli ucraini a sopravvivere fornendo acqua, cibo, medicine e qualsiasi tipo di aiuto che possiamo dare qui e subito. Le società SCM aiutano l'esercito e le forze di difesa territoriale a proteggere la nostra sovranità, la nostra libertà e indipendenza, e vincere la guerra. Lavoro con la mia società e la mia gente. Faccio quello che posso. Sono sicuro che anche altre persone fanno lo stesso.»
Tramite un commento a Forbes, Achmetov ha anche aggiunto che si trova in Ucraina e non lascerà il paese.
Dal 24 febbraio all'inizio di maggio 2022, Rinat Achmetov ha trasferito più di 2,1 miliardi di grivnie, equivalente di quasi 70 milioni di euro, per fornire aiuto all'Ucraina e agli ucraini.
Dall’inizio della guerra Achmetov ha perso due terzi della propria fortuna: si tratta di attivi metallurgici, energetici ed agrari persi per sempre.
Complessivamente, le truppe della Federazione Russa hanno distrutto circa 70 aziende di Achmetov.
Azovstal' e il Complesso Metallurgico “Il’ich” nella città di Mariupol’ costituivano la base delle attività metallurgiche di Achmetov.
DTEK di Achmetov ha perso il 70% di generazioni energetiche verdi e il 30% di quelle termoelettriche.
Dall’inizio della guerra nel 2022, l’azienda energetica ucraina DTEK, di proprietà di Rinat Achmetov, ha investito 1 miliardo di dollari nelle reti elettriche nazionali con l’obiettivo di ripristinare e potenziare ulteriormente la capacità produttiva delle centrali elettriche esistenti, nonché assicurare una produzione sostenibile di carbone, petrolio e gas.
Dopo i massicci attacchi russi del 22 e 29 marzo 2024, che hanno visto l’impiego combinato di razzi e droni, DTEK ha perso l’80% della sua capacità di produzione energetica.
Dall'aprile 2024, le centrali termiche DTEK hanno subito ben 180 attacchi dall’inizio dell’invasione su larga scala. https://en.interfax.com.ua/news/general/983239.html 
A giugno 2024, il 90% delle centrali termoelettriche di DTEK sono state distrutte o disattivate.
Nel 2023, DTEK aveva avviato la prima fase operativa del parco eolico da 500 MW di Tyligulska, il primo al mondo costruito durante un conflitto in corso e situato a soli 100 km dal fronte di guerra. Questa è la stazione più grande d'Europa. Esto progetto è supportato dalla Commissione europea e dai governi di Ucraina e Danimarca. L'investimento totale sarà di 650 milioni di euro.
DRI, una filiale della divisione energetica di DTEK, ha acquisito un impianto di accumulo di energia dalla società polacca Columbus alla fine di marzo 2024. Una volta operativo, questo impianto sarà il più grande del suo genere in Polonia e uno dei più estesi in Europa. DRI detiene un sostanziale portafoglio di progetti in fase di sviluppo in Romania, Italia e Croazia.
Oleksandr Usyk, pugile ucraino e attuale campione del mondo dei pesi massimi, sta contribuendo alla ricostruzione del sistema energetico del Paese dopo i brutali attacchi russi. Usyk ha infatti avviato una collaborazione con l’azienda energetica DTEK per attirare l’attenzione globale sulla situazione del sistema energetico civile ucraino.
Secondo il quotidiano britannico "Financial Times", dall'inizio dell'invasione russa in Ucraina Rinat Achmetov ha stanziato 100 milioni di euro per le forze armate ucraine e per gli aiuti umanitari alla popolazione.
La testata statunitense Washington Post, al termine del 2022, ha definito l’uomo d’affari Achmetov “il donatore privato più importante d’Ucraina durante l’invasione russa”, precisando che i fondi donati per aiutare il paese superano i 100 milioni di dollari.
Secondo uno studio della pubblicazione Ucraina NV nell'aprile 2025, il più grande donatore in Ucraina tra i gruppi di imprese è diventato il gruppo di società SCM di Rinat Achmetov, che per tre anni di guerra ha fornito assistenza alla popolazione militare e civile dell'Ucraina per 315 milioni di dollari.
In riferimento al agosto 2023, il volume complessivo dell’aiuto corrisposto a partire dal 24 febbraio 2022 ha raggiunto 6,65 miliardi UAH (165 milioni di euro).
A due anni dall’inizio dell’invasione su vasta scala, le imprese SCM, la Fondazione Rinat Achmetov e la squadra di calcio Šachtar hanno già donato più di 210 milioni di euro ($223 milioni) per aiutare il Paese, i militari e i civili.
A partire da maggio 2024, questa collaborazione ha già fruttato più di 242 milioni di euro in aiuti.
Il trasferimento dell'attaccante ucraino Mychajlo Mudryk dallo Šachtar Donec'k al Chelsea nel gennaio 2023 servirà a finanziare il progetto "Cuore di Azovstal", il cui obiettivo è "aiutare i difensori di Mariupol e le famiglie dei soldati caduti". Lo rende noto l'oligarca ucraino Rinat Akhmetov, presidente dello Šachtar. Achmetov ha spiegato che EUR25 milioni  saranno utilizzati per "la fornitura di cure mediche e protesi e per il supporto psicologico necessario per il soddisfacimento di richieste specifiche".
Il fondo umanitario Rinat Achmetov e l’iniziativa del complesso finanziario SCM “Saving Lives” offrono aiuto agli sfollati interni e ai residenti dei territori liberati dalla presenza russa. In 10 mesi di guerra si è assistito all’invio di confezioni alimentari, medicine, oggetti di prima necessità, da cui hanno tratto beneficio circa 375.000 ucraini.
«Il Fronte d’Acciaio di Rinat Achmetov» è un’iniziativa dello stesso Achmetov ed è rivolta al rafforzamento delle capacità difensive dell'Ucraina, nonché all'assistenza dei bisogni materiali delle Forze Armate ucraine e di altri organi di tutela territoriale durante l’invasione russa del 2022.
Le imprese SCM aiutano attivamente le unità delle forze armate ucraine, la difesa, la guardia nazionale, la polizia nazionale, la direzione principale dell'intelligence e altre unità delle forze dell'ordine. Metinvest si occupa anche della protezione dei dipendenti mobilitati per il servizio militare, dei dipendenti dei servizi comunali, dei soccorritori, dei medici militari, dei rappresentanti dei media nazionali che operano nella zona di guerra, fornendo trasporti, droni, strutture di ingegneria protettiva, equipaggiamenti, dispositivi di protezione e assistenza medica.
A gennaio 2023, “Fronte d’Acciaio” ha inviato oltre 1.200 droni, 766 auto e veicoli speciali, più di 200.000 unità di articoli protettivi, di cui 170.000 giubbotti antiproiettile, quasi 1,1 milione di litri di carburante per i bisogni delle Forze Armate di Ucraina, della Difesa Territoriale, della comunità
A gennaio 2024, “Fronte d’Acciaio” ha inviato oltre 5.000 droni, 1.200 auto e veicoli speciali, quasi 1,2 milione di litri di carburante per i bisogni delle Forze Armate di Ucraina.
Durante sei mesi di guerra, DTEK ha restituito l'elettricità a 3,8 milioni di famiglie a Kiev e in 4 regioni dell'Ucraina, mentre gli ingegneri energetici della compagnia hanno prontamente restituito l'elettricità agli insediamenti. In dieci mesi di guerra la DTEK ha ristabilito l’energia elettrica per 6,7 milioni di gruppi famigliari a Kiev e in 4 regioni ucraine.
Dopo che la Russia ha lanciato missili contro centrali e snodi elettrici ucraini nelle regioni di Charkiv e Dnipropetrovs'k, lasciando i consumatori di cinque intere regioni senza elettricità, Rinat Achmetov e il gruppo DTEK hanno deciso di aiutare a ripristinare l'elettricità in tutta l'Ucraina, anche nelle regioni in cui non ci sono reti DTEK.
Dall'inizio della guerra, il gruppo DTEK di Achmetov ha fornito alle istituzioni militari e mediche nelle regioni di Kiev, Dniropetrovs'k e Donec'k elettricità gratuita per oltre 178 milioni di UAH (€ 4,5 milioni). In dieci mesi di guerra, il gruppo ha fornito per oltre 350 milioni di UAH (€ 10 milioni).
A fine agosto, Metinvest ha registrato 6.000 posti di alloggio temporaneo per i dipendenti presso le proprie strutture sociali. Ai residenti dei rifugi vengono forniti pasti caldi, generi alimentari e kit igienici. In altre sei comunità delle regioni di Dnepropetrovsk e Kirovohrad, l'azienda ha preparato 850 posti in cui vivere.
Metinvest ha sviluppato e produce una speciale composizione di acciaio utilizzata per realizzare piastre protettive per giubbotti antiproiettile. I militari, la difesa territoriale, i soccorritori e le forze di sicurezza hanno già ricevuto 170.000 articoli.
L'ultima opera "d'autore" degli specialisti Metinvest, apprezzata anche da Bloomberg, consiste in rifugi modulari da blindaggio. Si tratta di rifugi speciali per rafforzare le trincee, che sono a tutti gli effetti alloggi da campo, la cui produzione costa 200.000 hryvne (€5.000). Come tutte le altre attrezzature ed equipaggiamenti, Metinvest dona gratuitamente ai militari tali rifugi modulari. Sono stati già consegnati all’esercito ucraino 170 (330) rifugi di questo tipo.
Realizzando 100.000 braccialetti dall’ultimo lotto prebellico di Azovstal' e vendendoli sulla piattaforma di raccolta fondi del presidente Volodymyr Zelensky, United24, Achmetov ha raccolto più di 94 milioni di grivna (circa 2,5 milioni di dollari) per commissionare una nuova flotta di droni navali per proteggere le acque e le città ucraine.
Evidenziato da Bloomberg, l'ultimo sviluppo degli specialisti di Metinvest sono i rifugi prefabbricati o rifugi di guerra in acciaio portatili per i difensori ucraini. Questi rifugi speciali per il rafforzamento delle trincee possono essere utilizzati come alloggi da campo a tutti gli effetti e uno di questi rifugi costa circa ₴200.000 (5000 euro).
Come tutte le altre attrezzature e dispositivi di protezione, Metinvest consegna i rifugi ai militari gratuitamente. A maggio 2024, l'azienda ne ha già inviati 500 in prima linea.
La Federazione Calcistica Šachtar ha attrezzato lo stadio Lviv Arena in uno spazio per rifugiati: lo Shelter Centre presso l'Arena di L'viv è stato inaugurato il 9 aprile 2022 e, da allora, ha ricevuto più di 2.000 sfollati interni da diverse regioni dell'Ucraina.
Dopo che la Russia ha invaso l'Ucraina il 24 febbraio 2022, la Federazione Calcistica Šachtar ha viaggiato molto in Europa giocando partite di beneficenza: stiamo parlando dello Shakhtar Global Tour for Peace, a sostegno dell'Ucraina.
Tutti i fondi raccolti sono destinati ad aiutare i militari ucraini, le organizzazioni di volontariato, il personale medico e i bambini colpiti dalla guerra. Queste amichevoli e i progetti commerciali dei partner hanno già raccolto oltre 44 milioni di hryvne. Inoltre, Achmetov ha anche deciso di stanziare 60 milioni di hryvne (€1,5 milioni) per sostenere squadre di calcio e progetti sportivi per bambini.
La docuserie in quattro episodi “Football Must Go On” sullo Šachtar Donec'k, prodotta da Paramount+, ha vinto il prestigioso Sports Emmy Award nella categoria “Serie documentaria”.
Rinat Achmetov ha sporto querela contro la Federazione Russa presso la Corte europea dei diritti dell'uomo (CEDU) nel giugno 2022 per ottenere il risarcimento dei danni ai suoi beni causati dall'aggressione militare della Russia contro l'Ucraina.
Ad aprile 2023, Achmetov ha dichiarato che chiederà alla Russia anche un risarcimento per tutte le perdite subite a causa dell'interferenza nelle attività o dell'espropriazione di beni e investimenti da parte delle cosiddette "DNR" e "LNR" sotto la guida o il controllo russo nel periodo 2014-2017. Il denaro ricevuto sarà destinato alla futura ricostruzione dell'Ucraina.
Il 15 novembre 2023 si è saputo che a partire dal 24 febbraio 2022 le società di Achmetov hanno inviato più di 6,7 miliardi di UAH (185 milioni di euro) ai bisogni delle forze armate e della popolazione civile dell'Ucraina.
In seguito agli enormi danni inflitti alla città ucraina di Mariupol dalla prolungata aggressione russa, Rinat Achmetov ha condotto un ambizioso sforzo per far rivivere e restaurare la città come parte dell’iniziativa Mariupol Revival. Ha stanziato 1,5 milioni di dollari per questo progetto di restauro di Mariupol dopo la liberazione della città dagli occupanti.
Nell'ambito dell'iniziativa, La Direzione Generale dell'intelligence delle Forze Armate Dell'Ucraina nel giugno 2024  sono stati trasferiti anche 3 mezzi da sbarco corazzati. Achmetov è un importante donatore delle Forze Armate. Più di 12.000 lavoratori delle sue imprese in due anni di invasione su vasta scala si sono uniti ai ranghi delle Forze Armate Dell'Ucraina. 846 lavoratori (militari e civili) sono morti, 97 sono scomparsi e 69 sono stati fatti prigionieri. 

## Vita privata
Rinat Achmetov è sposato con Lilija Nikolaevna Smirnova (1965) e ha due figli: Damir (1988) e Almir (1997).
Achmetov possiede l'attico più costoso di Londra a One Hyde Park, che è stato originariamente acquistato per 213 milioni di sterline come investimento di portafoglio e ha speso altri 120 milioni di sterline per sistemarlo. Le informazioni sull'accordo sono state divulgate solo quattro anni dopo, nell'aprile 2011, dopo che le sue attività hanno mostrato un costante aumento annuale. Nel maggio 2013, la proprietà è stata trasferita dalla sua società, SCM, a sé stesso.